# Xihu, Guazhou
Xihu (kinesiska: 西湖) är en köping i nordvästra Kina. Den ligger i Guazhou härad i staden Jiuquan i provinsen Gansu, omkring 920 kilometer nordväst om provinshuvudstaden Lanzhou. Antalet invånare är 13 089. Befolkningen består av 6 191 kvinnor och 6 898 män. Barn under 15 år utgör 18,0 %, vuxna 15-64 år 76 %, och äldre över 65 år 5,0 %.